# Jean-Georges Stuber
Jean-Georges Stuber (francès: Jean Georges Stuber)  (Estrasburg, 23 d'abril de 1722 - 30 de gener de 1797) fou un pastor protestant pietista, pedagog, músic i filòleg francès.

## Biografia
Jean-Georges Stuber, fill d'un mestre artesà, fou un brillant i precoç alumne que es formà la Universitat d'Estrasburg on fou deixeble de l'hel·lenista Frederick-Jacques Reuchlin, però finalment es decidí a estudiar teologia i ser pastor de l'Església protestant. Tot i les oportunitats que se li obren, el 1750, es decidí a acceptar anar a la pobra i malmesa parroquia de Waldersbach, al cor d'un enclavament luterà aïllat a les muntanyes dels Vosges. En una contrada de població dispersa, clima dur i allunyada de les vies de comunicació tant cap a la Lorena francòfona com vers l'Alsàcia germànica.
El jove pastor Stuber, amarat pel pietisme i influït pels ideals de la Il·lustració, fou conscient que només a través de l'educació que li va permetre a ell, fill d'artesà, accedir al coneixement i aprofundir en la seva fe pot afavorir el creixement del nivell intel·lectual, espiritual i material dels seus feligresos. Davant de l'analfabetisme de gairebé tota la població, aprendre a llegir és el primer pas imprescindible. Així es dedicà a crear els medis i les estructures per tal que tant els nens com els adults assolissin aquesta habilitat imprescindible per obrir el coneixement i el progrés material i espiritual.
Veu que és necessari, cercar nous mètodes didàctics i organitzatius per fer possible l'objectiu. També, en context del regnat de Lluís XVI, creu millor ensenyar el francès per sobre de la llengua local. Cerca persones capaces a qui ell formarà per tal que després puguin ser formadors d'altres i així estendre més ràpidament, i de forma estable, els beneficis de l'educació a tots els veïnats de la parròquia.
Stuber, seguint la tradició luterana, introdueix l'ensenyament del cant i el solfeig al programa de formació professional d'aquells mestres i, a través d'ells, al currículum escolar.
En el pas dels anys reorganitza les escoles en classes en funció del desenvolupament intel·lectual dels alumnes. L'escolarització és una lluita que el pastor ha de sostenir en tot moment contra l'avarícia dels pares, l'abandó de les autoritats i la ignorància de molts mestres. Des de 1763, als cinc pobles de la contrada de Ban de la Roche, l'escola per la mainada i les classes nocturnes per a adults es porten a terme amb regularitat.
Quan per motius de salut haurà d'abandonar Waldersbach, ho farà deixant al capdavant de l'obra educativa al jove pastor Jean-Frédéric Oberlin, qui al pla educatiu hi afegirà el desenvolupament econòmic i social dels habitants de la comarca. Així el 1766, Stuber es traslladà a la parròquia de Sant Tomàs a Estrasburg, on va exercir el seu ministeri pastoral durant trenta anys.

## Renovar l'aprenentatge lector

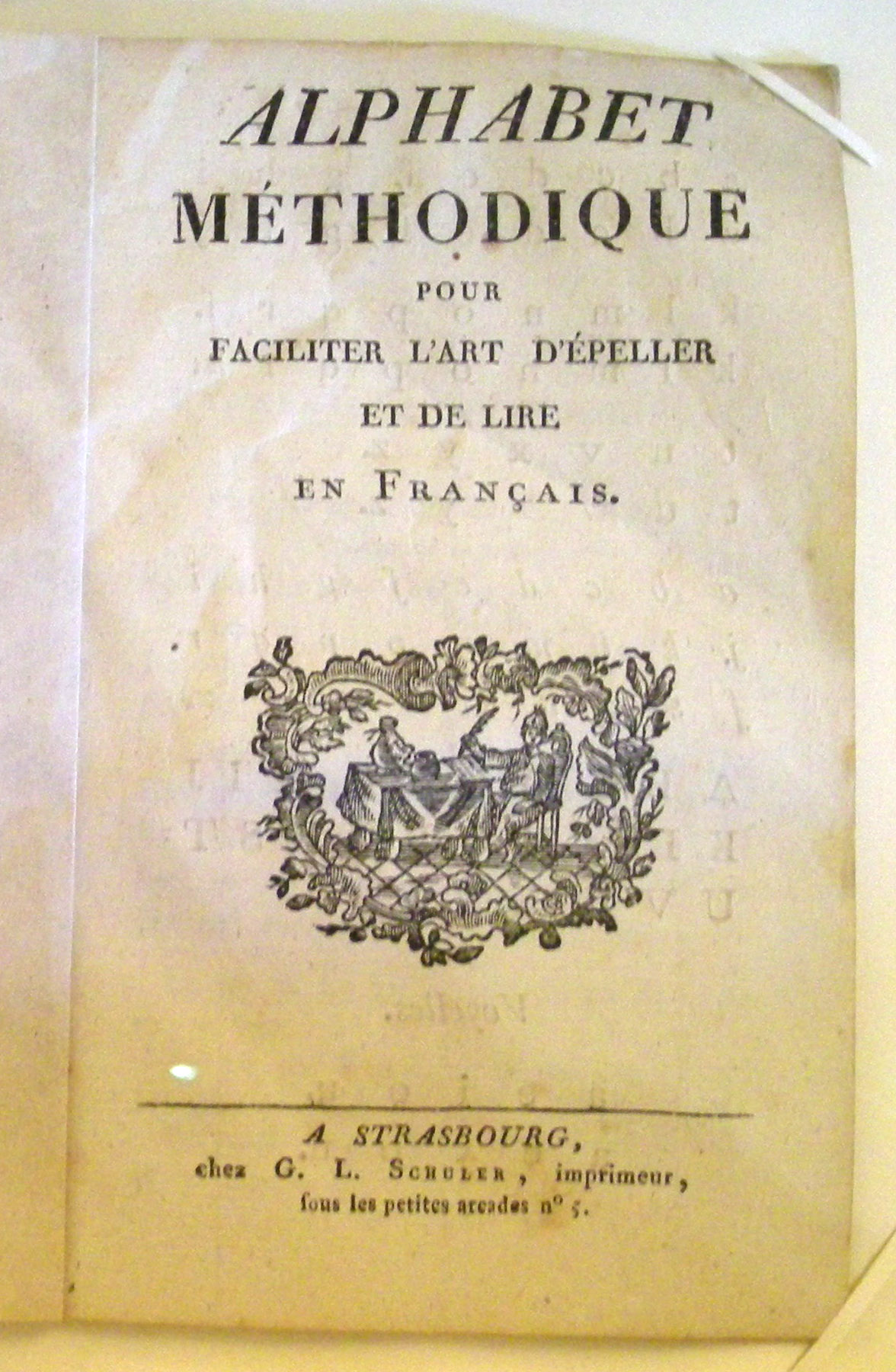
Mètode d'aprenentatge de la lectura de Jean-Georges Stuber (1762)

Partint de la realitat dels habitants de la comarca i de la voluntat de racionalitzar l'ensenyament, el pastor i mestre Stuber ideà un original mètode de lectura aplegat en un senzill i barat opuscle de 1762: Alphabet méthodique pour faciliter l'art d'épeller (sic) et de lire en français. Davant la freqüent diferència entre la grafia i el so que presenta el francès, principal font de confusió entre els estudiants, l'aprenentatge es dissenyà al voltant d'una teoria lingüística real. Així s'aconsegueix el desxiframent que porta a la pronunciació correcta i sense accent de la llengua. Permetent així una de les primeres i eficients operacions massives d'alfabetització.
Aquest fullet per aprendre a llegir assolí un notable èxit i la seva utilització perdurarà en el temps malgrat la marxa de Stuber a Estrasburg.

## Simplificar l'aprenentatge musical
La gran estimació per la música de Stuber i la tradició musical del luteranisme el menà a cercar una racionalització de l'ensenyament de la música que portés a un aprenentatge més lleuger del llenguatge musical i la interpretació. Les seves experiències foren reunides a Nouveau système de tablature dans la musique.

## Precedent de les biblioteques populars a Europa
La concepció de què l'educació ha d'ultrapassar els murs de l'escola i l'església, inspirà a Jean-Georges Stuber a la creació de la primera biblioteca popular de què es té notícia a Europa.
A mesura que el seu pla d'alfabetització començava a donar resultats en les cinc viles que conformaven la seva parròquia, va veure que crear una biblioteca popular, amb servei de préstec, era una manera d'afermar l'aprenentatge lector. També era una eina d'educació social i d'ampliació de la cultura. La biblioteca reuní un centenar de volums, una dimensió considerable per a la seva època. Obra que prosseguí i engrandí el seu successor Frédéric Oberlin.
Constituint així un dels precedents més antics del moviment de les biblioteques populars com a contribució a la millora de les condicions de vida de les poblacions locals, l'educació i la lectura.

## Obres (selecció)
- Révision des psautiers de Marot et Théodore de Bèze, 1747
- Cantiques spirituels 1758Portada dels Cantiques spirituels atribuïts a J.-G. Stuber

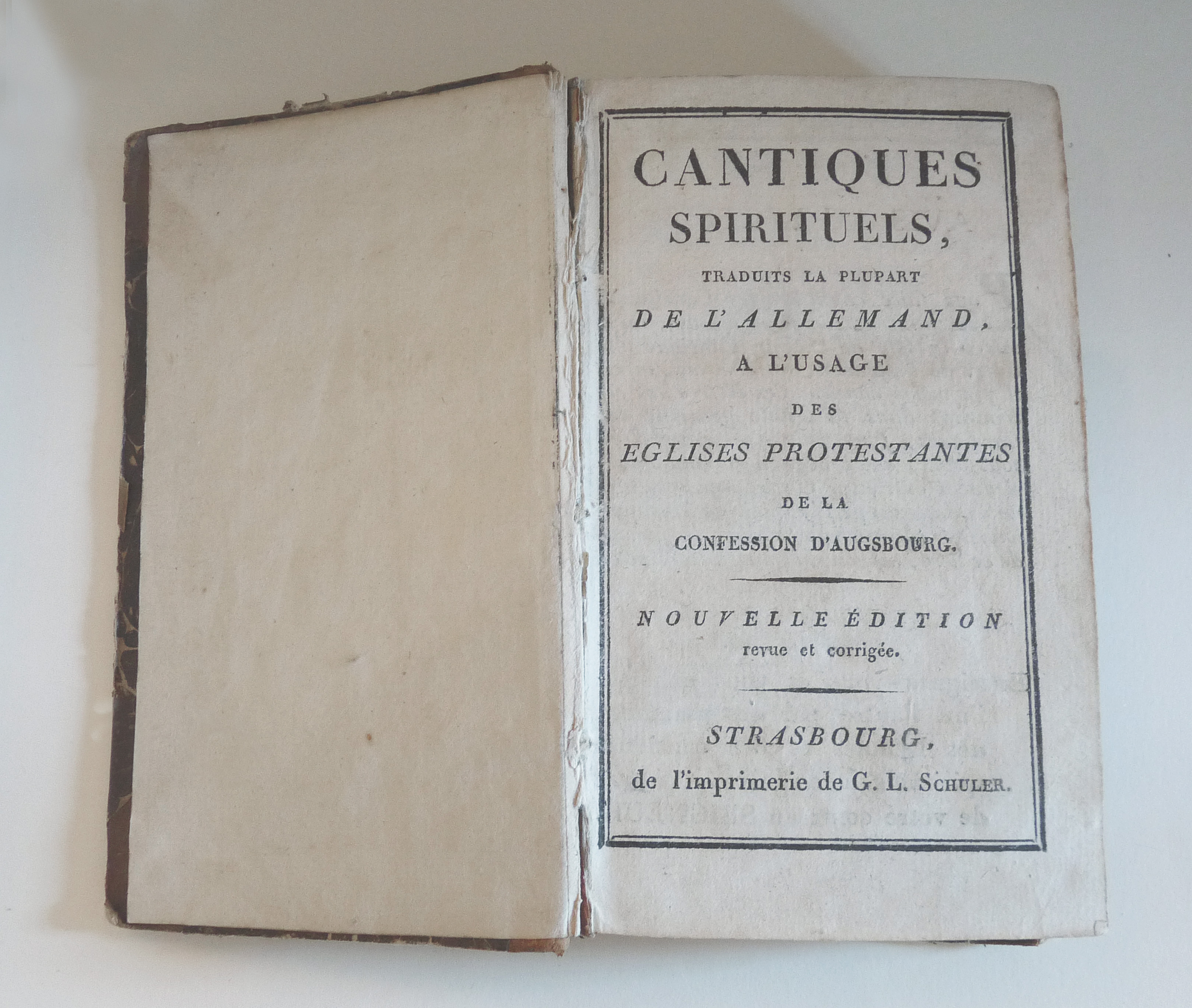
Portada dels Cantiques spirituels atribuïts a J.-G. Stuber

- Livret de Nouvel An Découvrir Dieu dans la nature et la Révélation rédigé pour les paroissiens de Barr, 1759
- Alphabet méthodique pour faciliter l'art d'épeler et de lire en français. Estrasburg: G. L. Schuler, Strasbourg, 1762
- L'Essentiel de la foi chrétienne, 1770
- « Histoire de la paroisse de Waldersbach », a Annales du Ban de la Roche, 1774
- Alphabet méthodique versió en alemany, 1774
- Révision du glossaire du patois du Ban-de-la Roche, 1774 escrit en col·laboració amb Jacques-Jérémie Oberlin
- Préparation à l'éternité, 1775
- Courtes prières, 1781 — (editades amb la tercera edició de l'Alphabet méthodique)
- Statuts d'une république chrétienne ou le message du royaume des cieux, 1785